# Ion Simuț
Ion Simuț (n. 26 august 1953, Hotar, județul Bihor) este critic și istoric literar, profesor universitar și redactor la revista „Familia” din Oradea.

## Biografie
A urmat școala generală în localitatea natală și Liceul Pedagogic „Iosif Vulcan” din Oradea (1968-1973). Frecventează apoi Facultatea de Filologie, secția română-franceză, a Universității „Babeș-Bolyai” din Cluj, pe care o absolvă în 1978. În timpul studenției este redactor și cronicar literar la revista „Echinox”. După terminarea facultății devine profesor de limba franceză în satul natal, iar din 1986 redactor la „Familia”. Își dă doctoratul în filologie cu o teză despre Liviu Rebreanu (1997). Este cadru didactic universitar din 1993 la Facultatea de Litere a Universității din Oradea, iar din 2000 profesor universitar. Debutează publicistic în „Echinox” cu un eseu despre Mircea Iorgulescu (1975). Colaborează cu articole și cronici literare la revistele „Steaua”, „Tribuna”, „Vatra”, „România literară”, „Luceafărul”, „Cuvântul”, „Convorbiri literare”, „Contemporanul–Ideea europeană”, „Apostrof” ș.a. Debutează editorial cu volumul de critică literară Diferența specifică (1982), concomitent cu o ediție din Teodor Scorțescu, Concina prădată. Este prezent cu articole în volumele colective Ceasuri de seară cu Ion Agârbiceanu 1982), Liviu Rebreanu după un veac (1985), Portret de grup cu Ioana Em. Petrescu (1991), Canon și canonizare (2003), precum și în Dicționarul scriitorilor români (vol. I-IV, 1995-2002), Dicționarul esențial al scriitorilor români (2000) ș.a. Prefațează, de asemenea, ediții din scrierile lui Ion Agârbiceanu, George Bacovia, I. Peltz, Liviu Rebreanu, Mircea Nedelciu, Alexandru Ecovoiu, Augustin Buzura, Octavian Paler ș.a.
Ion Simuț a fost bursier al Fundației Soros pentru o Societate Deschisă, care a sprijinit apariția lucrării sale Incursiuni în literatura actuală (1994), așa cum rezultă din prefața volumului respectiv.

## Volume publicate
- Diferența specifică, Cluj, Editura Dacia, 1982.
- Incursiuni în literatura actuală, Oradea, Editura Cogito, 1994.
- Revizuiri, București, Editura Fundației Culturale Române, 1995.
- Confesiunile unui opinioman, Oradea, Editura Cogito, 1996.
- Critica de tranziție, Cluj, Editura Dacia, 1996.
- Rebreanu, dincolo de realism, Oradea, Biblioteca revistei „Familia”, 1997.
- Arena actualității. Confidențe, Iași, Editura Polirom, 2000.
- Augustin Buzura, micromonografie, Brașov, Editura Aula, 2001.
- Clepsidra răsturnată (convorbiri cu Dumitru Țepeneag), Pitești, Editura Paralela 45, 2003.
- Liviu Rebreanu, micromonografie, Brașov, Editura Aula, 2003.
- Reabilitarea ficțiunii, București, Editura Institutului Cultural Român, 2004.
- Simptomele actualității literare, Oradea, Biblioteca revistei „Familia”, 2007.[2][3]
- Europenitatea romanului românesc contemporan, Oradea, Editura Universității din Oradea, 2008.
- Liviu Rebreanu și contradicțiile realismului, Cluj, Editura Dacia XXI, 2010.
- Vămile posterității. Secvențe de istorie literară, București, Editura Academiei Române, 2012.
- Literaturile române postbelice, Cluj-Napoca, Editura Școala Ardeleană, 2017.

## Volume colective coordonate
- Valențe europene ale literaturii române contemporane, Oradea, Editura Universității din Oradea, 2007.
- The European dimension of contemporary Romanian literature, Oradea, Editura Universității din Oradea, 2008.
- Competiția ficțiunilor. Investigații de critică literară, Oradea, Biblioteca revistei „Familia”, 2007.

## Ediții, antologii
- Teodor Scorțescu, Concina prădată, Cluj, Editura Dacia, 1982.
- Octavian Goga, Poezii, Cluj, Editura Dacia, 1985.
- Mihail Sadoveanu, Țara de dincolo de negură. Valea Frumoasei. Poveștile de la Bradu-Strâmb, Cluj, Editura Dacia, 1987.
- Tudor Arghezi, Între două nopți, poezii, București, Editura Fundației Culturale Române, 1994.
- Mircea Streinul, Ion Aluion, Oradea, Editura Cogito, 1995.
- Paul Georgescu, Învățăturile unui venerabil prozator bucureștean către un tânăr critic din provincie (Corespondență către Ion Simuț), Cluj, Editura Biblioteca „Apostrof”, 1999.
- Dinu Nicodin, Revoluția, București, Editura Albatros, 2000.
- „La țigănci”' de Mircea Eliade în cinci interpretări, Cluj, Editura Dacia, 2001.
- E. Lovinescu, Revizuiri, Pitești, Editura Paralela 45, 2003.
- Justin Popfiu, O privire fugitivă preste literatura română și lipsa unei istorii critice a literaturei române, restituire, prefață, ediție îngrijită, note și comentarii, Oradea, Biblioteca Revistei „Familia”, 2016.